# Novobohdanivka, raionul Mîkolaiiv, regiunea Mîkolaiiv
Novobohdanivka (în ucraineană Новобогданівка) este o comună în raionul Mîkolaiiv, regiunea Mîkolaiiv, Ucraina, formată numai din satul de reședință.

## Demografie
Componența lingvistică a comunei Novobohdanivka
     Ucraineană (85,48%)
     Rusă (12,9%)
     Alte limbi (0,93%)
Conform recensământului din 2001, majoritatea populației comunei Novobohdanivka era vorbitoare de ucraineană (85,48%), existând în minoritate și vorbitori de rusă (12,9%).